# Gefängnis Leopoldov

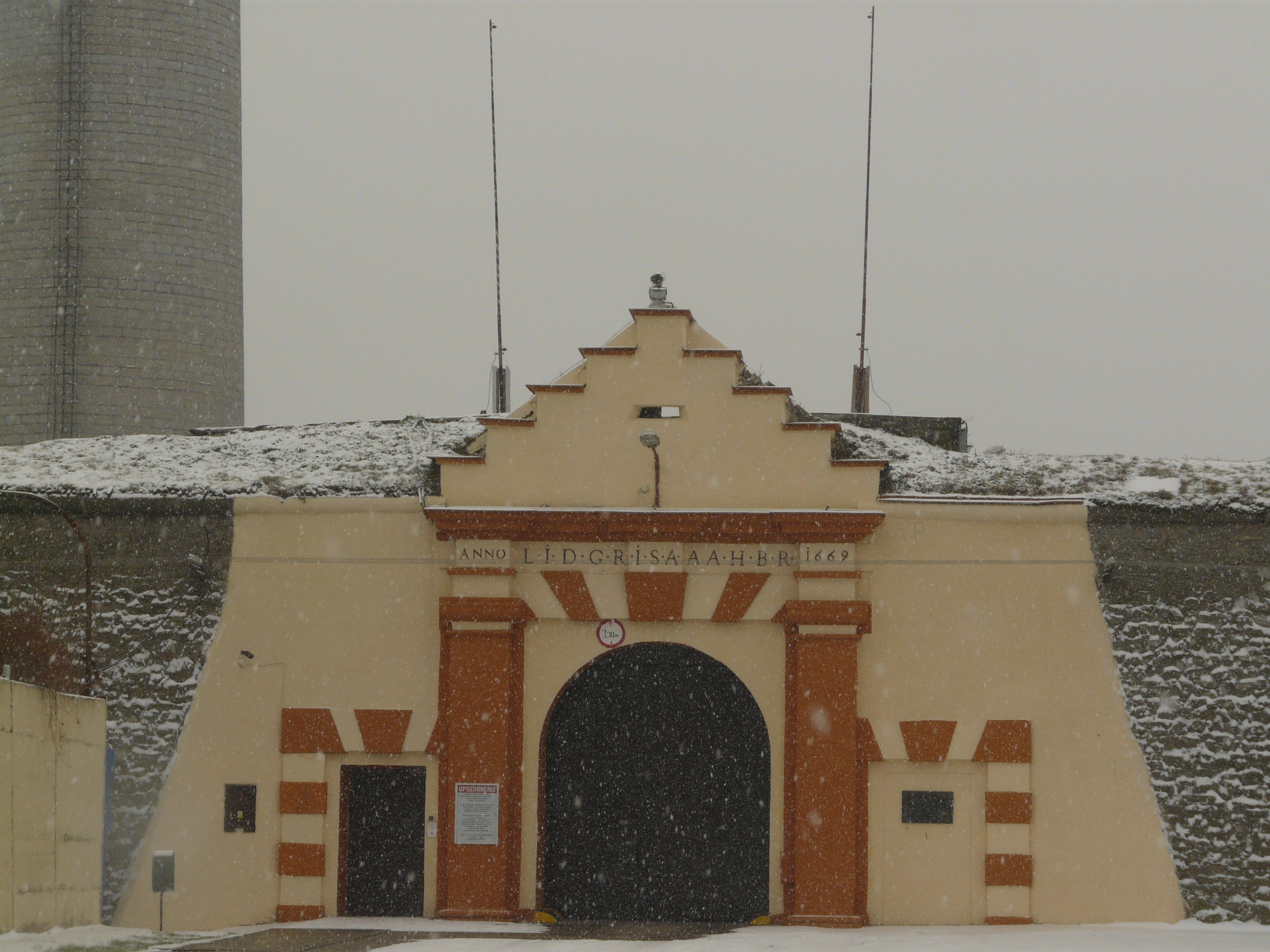
Eingangstor zum Gefängnis

Das Gefängnis Leopoldov (slowakisch Väznica Leopoldov, offizielle Namensform Ústav na výkon trestu odňatia slobody a Ústav na výkon väzby Leopoldov, kurz ÚVTOS a ÚVV Leopoldov; auch tschechisch Věznice Leopoldov genannt) in der westslowakischen Kleinstadt Leopoldov ist das älteste Gefängnis in der Slowakei. Es befindet sich in einer burgähnlichen Festung aus dem 17. Jahrhundert. Nach 1948 diente es dem kommunistischen Regime der Tschechoslowakei als Hochsicherheitsgefängnis für vorwiegend politische Häftlinge.

## Geschichte
Das Gebäudekomplex der Festung Leopoldov wurde zwischen 1665 und 1669 als Festung gegen die Expansion des Osmanischen Reichs erbaut. 1855/56 wurde die Festung in ein Gefängnis mit Platz für 1.000 Gefangene umgebaut und war somit das damals größte Gefängnis im Königreich Ungarn.

### Verwendung nach 1948

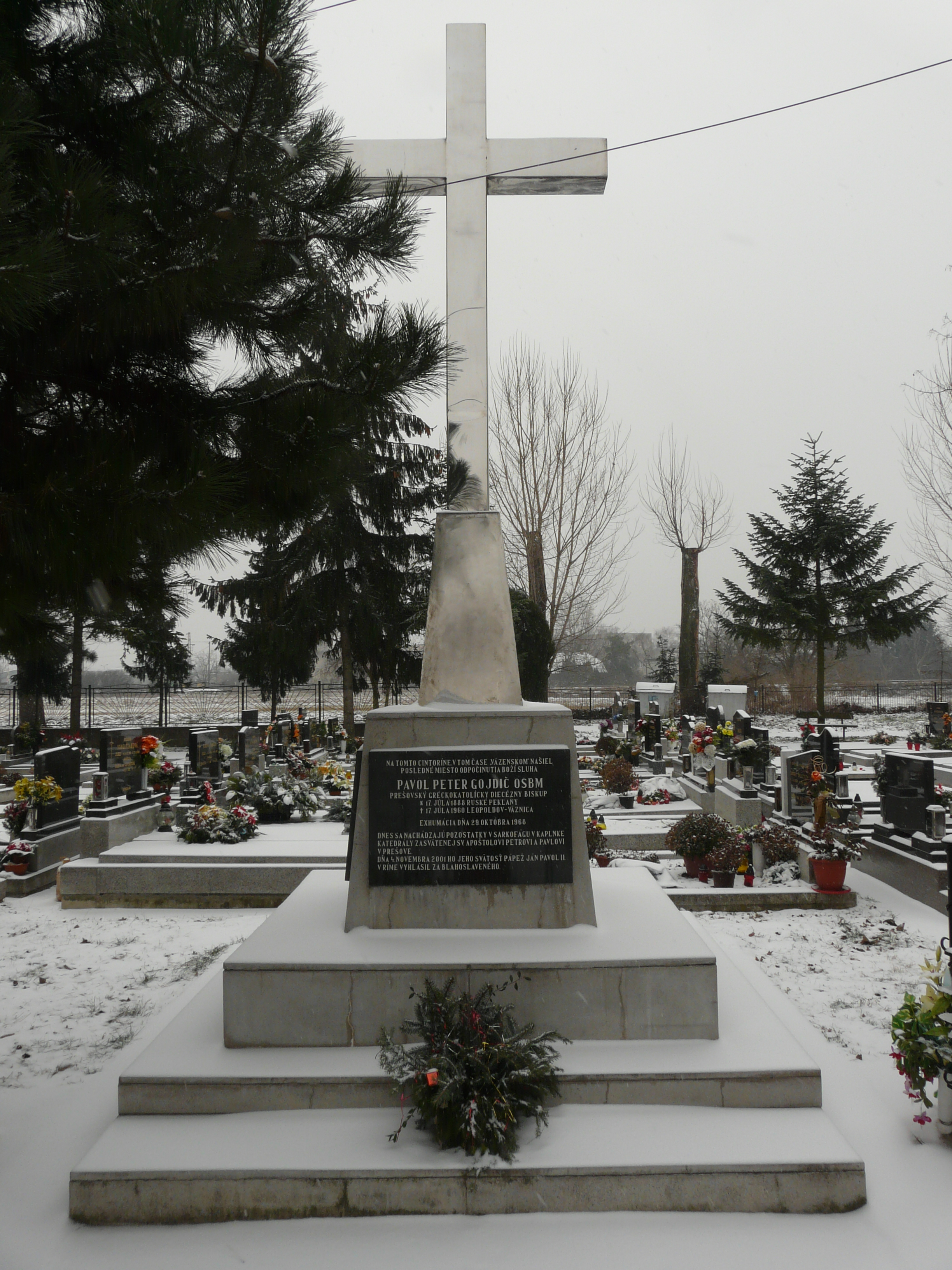
Grabmal mit Gedenktafel für Pavol Gojdič und Metoděj Dominik Trčka, die in Leopoldov starben

Unter dem kommunistischen Regime unter Gottwald wurde das Gefängnis nach 1948, insbesondere in den 1950er Jahren, zur wichtigsten Einrichtung dieser Art für politische Gefangene in der Tschechoslowakei und erlangte einen berüchtigten Ruf. Nach einer Modernisierung 1975 waren hier bis zu über 2.000 Häftlinge untergebracht.
In Leopoldov saßen als Häftlinge auch verschiedene Prominente ein, so der spätere Präsident Gustáv Husák, ZK-Mitglied, Minister und Widerstandskämpfer Laco Novomeský sowie sein Sekretär Ernest Otto, Politiker und Schriftsteller Artur London, früherer Ministerpräsident Rudolf Beran, General und Air Marshal der Royal Air Force Karel Janoušek, Generäle und Widerstandskämpfer Karel Kutlvašr, František Nosál, Miroslav Kácha, Kardinal Štěpán Trochta, Weihbischof Stanislav Zela, die Bischöfe Pavol Gojdič (starb im Gefängnis), Ján Vojtaššák, Michal Buzalka, Vasil Hopko, Prof. Silvestr Mario Brait, Metoděj Dominik Trčka, Dichter Václav Renč, Zdeněk Rotrekl, Jan Zahradníček und viele andere. In Leopoldov wurden in den Jahren 1952 bis 1963 Mitglieder von fünf Regierungen der Tschechoslowakei unter unmenschlichen Bedingungen festgehalten.

### Seit 1989
Als Gefängnis dient die Festung auch nach der sogenannten samtenen Revolution von 1989. Am 15. März 1990 kam es im Gefängnis zu einer Revolte, als sich über 200 Häftlinge etwa zwei Wochen lang verbarrikadiert hielten, eine Person wurde getötet. Im November 1991 wurden bei einem Ausbruch fünf Wärter getötet. Nach diesen Vorkommnissen sollte das Gefängnis geschlossen werden, der Beschluss wurde jedoch rückgängig gemacht. Heute bietet das Gefängnis in Leopoldov Platz für etwa 1500 Gefangene.